# Provincia de Vermelandia
La provincia de Vermelandia[cita requerida] (en sueco, Värmlands län) es una de las 21 provincias que conforman Suecia. Coincide casi con la provincia histórica. Cuenta con un gobierno civil o länsstyrelse, el cual es dirigido por un gobernador nombrado por el gobierno. También posee una diputación provincial o landsting, la cual es la representación municipal nombrada por el electorado del provincia.

## Historia
La provincia de Vermelandia se estableció por primera vez en 1639, aunque solo duró hasta 1654 y se reconstruyó en 1779. En los períodos intermedios y desde 1634, el área se incluyó en las provincias de Nericia y Vermelandia. A veces se le ha llamado provincia de Karlstad.
Según una propuesta del gobierno en 2016, la provincia de Vermelandia debía incorporarse a la provincia de Västra Götaland a partir del 1 de enero de 2019, formando así una gran región. Sin embargo, los planes fueron archivados en noviembre de 2016.

## Política
La Región de Vermelandia es una organización formada por el consejo de la provincia y sus 16 municipios, con la misión de estimular y coordinar el desarrollo regional, solucionar los problemas de crecimiento, desarrollar la cultura y la formación de adultos. La organización se formó en 2001 como una asociación municipal. En 2007, la organización cambió, ya que el gobierno decidió que cada provincia podría formar un cuerpo cooperativo y asumir las responsabilidades de sus juntas administrativas. Desde entonces, la Región Värmland es responsable de la planificación de la infraestructura de transporte en la región.

## Geografía
La provincia de Vermelandia representa el 4,3% de la superficie de Suecia, 17.583 km², y es el octavo condado más grande de Suecia en extensión. El territorio alberga el 2,9% de la población de Suecia.
El condado de Värmland coincide principalmente con la región de Vermelandia, a excepción del municipio de Karlskoga y partes del municipio de Degerfors, que pertenecen a la región pero a la provincia de Örebro. La parte norte del municipio de Gullspång (parroquia de Södra Råda), en la provincia de Västra Götaland, también pertenece a Vermelandia. Sin embargo, partes de las parroquias de Sillerud y Svanskog (Dalboredden) están en Dalia y la parte más septentrional del municipio de Filipstad está en Dalecarlia.
El condado limita con los condados de Dalarna y Örebro al norte y al este, y con el condado de Västra Götaland al sur. Al oeste limita con el condado de Viken y el de Innlandet, en Noruega.

### Clima
Al ser un condado sin salida al mar, las diferencias de temperatura son mayores que en la cercana costa occidental de Suecia y la costa sur de Noruega. Como resultado, las zonas del sur del condado tienen un clima continental húmedo con fuertes influencias oceánicas. Este último tipo de clima prevalece en una pequeña zona a orillas del lago Vänern debido al reciente calentamiento. Las zonas más septentrionales tienen un clima subártico con inviernos relativamente suaves para el tipo de clima. La clasificación subártica de zonas como Hagfors y Torsby se debe más bien a las frescas noches de verano, que hacen que la temperatura media de septiembre sea inferior a 10 °C (50 °F).

## Municipios
| Nombre       | Habitantes | Área (km²) | Densidad (hab./km²) | Mapa                     |
| ------------ | ---------- | ---------- | ------------------- | ------------------------ |
| Årjäng       | 9876       | 1417       | 7                   | Kommuner i Värmlands län |
| Arvika       | 26229      | 1659       | 16                  | Kommuner i Värmlands län |
| Eda          | 8675       | 824        | 11                  | Kommuner i Värmlands län |
| Filipstad    | 10824      | 1545       | 7                   | Kommuner i Värmlands län |
| Forshaga     | 11440      | 350        | 33                  | Kommuner i Värmlands län |
| Grums        | 9352       | 385        | 24                  | Kommuner i Värmlands län |
| Hagfors      | 13011      | 1834       | 7                   | Kommuner i Värmlands län |
| Hammarö      | 14537      | 56         | 260                 | Kommuner i Värmlands län |
| Karlstad     | 83459      | 1167       | 72                  | Kommuner i Värmlands län |
| Kil          | 11754      | 359        | 33                  | Kommuner i Värmlands län |
| Kristinehamn | 23860      | 746        | 32                  | Kommuner i Värmlands län |
| Munkfors     | 3915       | 141        | 28                  | Kommuner i Värmlands län |
| Storfors     | 4491       | 394        | 11                  | Kommuner i Värmlands län |
| Sunne        | 13573      | 1297       | 10                  | Kommuner i Värmlands län |
| Säffle       | 15870      | 1129       | 14                  | Kommuner i Värmlands län |
| Torsby       | 12892      | 4186       | 3                   | Kommuner i Värmlands län |